# Barrio Simón Bolívar (Cabimas)
Simón Bolívar es uno de los sectores que componen la ciudad de Cabimas en el estado Zulia (Venezuela), pertenece a la parroquia Germán Ríos Linares. Lleva el nombre de Simón Bolívar el libertador.

## Ubicación
El Barrio Simón Bolívar, se encuentra entre los sectores Los Hornitos al norte (carretera G), Federación al este (Av 43), Los Laureles al sur (calle 27 los Laureles) y Sucre al este (Av 34).

## Zona Residencial
Simón Bolívar es también conocido popularmente como "Los Laureles Viejos", quizá antes de construirse el sector Los Laureles ya había viviendas allí, allí llega la calle Chile donde termina en la Av 34. Muchas de las casas son nuevas porque los terrenos han sido divididos en parcelas más pequeñas y todavía se está construyendo.

## Vialidad y Transporte
Las vías principales son las carreteras 34 y G, que han sido reparadas recientemente, de hecho la Av 34 en ese sector fue asfaltada por primera vez en 1997. El resto no está en tan buen estado.
En la 34 está la parada de H y Delicias, por la G pasan los buses que van a Ciudad Sucre y en los Laureles pasa la línea H y Cabillas.